# Muzeum Uzbrojenia w Poznaniu
Muzeum Uzbrojenia w Poznaniu – muzeum wojskowe, zlokalizowane w parku Cytadela zajmującym pozostałości Fortu Winiary, oddział Wielkopolskiego Muzeum Niepodległości przy al. Armii Poznań w Poznaniu.

## Charakterystyka
Jest zlokalizowane w pozostałościach Fortu Winiary z XIX wieku, wchodzącego w skład umocnień Twierdzy Poznań, zniszczonego częściowo w 1945 w czasie zdobywania miasta przez oddziały Armii Czerwonej i mieszkańców miasta. Muzeum założone zostało w latach 60. XX wieku w dawnym laboratorium artyleryjskim (Spezial-Kriegs-Laboratorium) i nosiło kolejno nazwy: od 1967 roku Muzeum Wyzwolenia Miasta Poznania, od 1991 – Muzeum Cytadeli Poznańskiej i od 1998 jako Muzeum Uzbrojenia. W 1985 zostało zmodernizowane i wyposażone w dwa monitory, na których można było oglądać filmy z przebiegu walk o Poznań prezentowane w technice video.
Muzeum w swoich zbiorach posiada oprócz ikonografii, fotografii i militariów także dużą kolekcję sprzętu wojskowego. W zbiorach znajdują się czołgi, samochody, samoloty, śmigłowce, haubice i armaty, będące także na wyposażeniu Wojska Polskiego. Jednym z najcenniejszych eksponatów jest radziecki system wyrzutni rakietowej BM-13-16 "Katiusza" na podwoziu amerykańskiej ciężarówki Studebaker US-6 z 1944 roku. Obecnie jest to jedyna zachowana wyrzutnia konfiguracji wojennej w kraju i Europie (z wczesną, niemodernizowanym jarzmem celownika). 
Od 2012 r. Muzeum bierze udział w organizacji corocznej rekonstrukcji historycznej "Bitwa o Poznań 1945", w trakcie której na pokaz wystawiany jest sprawny sprzęt z Muzeum, jak również eksponowane są pojazdy z innych kolekcji (np. Muzeum Broni Pancernej) lub należące do osób prywatnych.
Od 2014 r. w niektóre święta i wydarzenia (np. z okazji Dnia Dziecka lub Dnia Wojska Polskiego) do zwiedzania udostępniane są wnętrza dwóch eksponatów - czołgu T-34/85 i działa samobieżnego ISU-122.
Jako oddział Wielkopolskiego Muzeum Niepodległości jest wpisane do wykazu muzeów, prowadzonego przez ministra właściwego do spraw kultury i ochrony dziedzictwa narodowego, zgodnie z art. 5b ustawy z dnia 21 listopada 1996 r. o muzeach. Rocznie muzeum odwiedzane jest przez ponad 40 tysięcy osób co sprawia, że jest to jedna z najpopularniejszych placówek muzealnych w Poznaniu. 